# Mario Perestegi
Mario Perestegi (Zagreb, 1971.), hrvatski orguljaš i glazbeni pedagog.

## Životopis
Orguljaš i pedagog Mario Perestegi  rođen je 1971. godine u Zagrebu gdje je i studirao orgulje kod akademika Anđelka Klobučara čiji orguljaški opus ne ispušta s programa svojih koncerata. Utjecaj Klobučareva pristupa orguljama, registraciji i interpretaciji i danas su okosnica orguljanja Marija Perestegija. Interes za interpretaciju francuske orguljaške glazbe vodi ga k pariškoj orguljašici Marie Claire Alain te velikom slovenskom orguljašu Hubertu Bergantu s kojim tijekom poslijediplomskog studija posebno radi na interpretaciji velikih sonatnih i simfonijskih formi. Istančan osjećaj kolorita koji se ogleda u izboru registara i interpretacija orguljaških djela  XIX. i XX. stoljeća otvaraju mu put  koncertnim turnejama na mnogim velikim orguljama simfonijskog tipa.
Do danas je odsvirao preko 350 solističkih koncerata među kojima svakako treba spomenuti koncerte na orguljama u Koncertnoj dvorani Vatroslav Lisinski u Zagrebu u Janačekovoj dvorani u Brnu, dvorani Pontifikalnog Instituta za crkvenu glazbu u Rimu, orguljaškoj dvorani u Sočiju te na festivalima orguljaške glazbe u katedralama u Salzburgu, Berlinu, Rigi, Moskvi, Ljubljani, Olomoucu, Bruxellesu, Helsinkyju, Trstu,  Gdansku, Varšavi, Fromborku, Kopenhagenu – Roskilde, Münsteru te u svim hrvatskim katedralama uključujući veliki broj koncerata u zagrebačkoj katedrali. U domovini je nastupio na festivalima: Dubrovačke ljetne igre, Večeri sv. Donata u Zadru, Splitsko ljeto, Rapske glazbene večeri. Nastupi ga vode u udaljenu Australiju gdje 2005. godine koncertira u Sidneyju, Cannberi i Melbourneu te 2006. godine u SAD gdje ostvaruje svoje nastupe na prestižnim mjestima u New Yorku, Washingtonu, Bostonu, Chicagu i Wiliamsburgu. 2009. godine održao je solistički recital na velikim orguljama katedrale Notre Dame u Parizu.
Redoviti je profesor (trajno zvanje) orgulja na Akademiji za glasbo u Ljubljani. Uz redoviti pedagoški rad na Akademiji za glasbo kao gost profesor predavao je na Zagrebačkom sveučilištu (Institut za crkvenu glazbu), Akademiji umetnosti u Novom Sadu te u Padovi na Conservatorio Cesare Pollini. Sudjeluje u radu međunarodnih žirija orguljaških natjecanja te kao voditelj majstorskih tečajeva i seminara o interpretaciji orguljaške glazbe.